# 獵豬槍

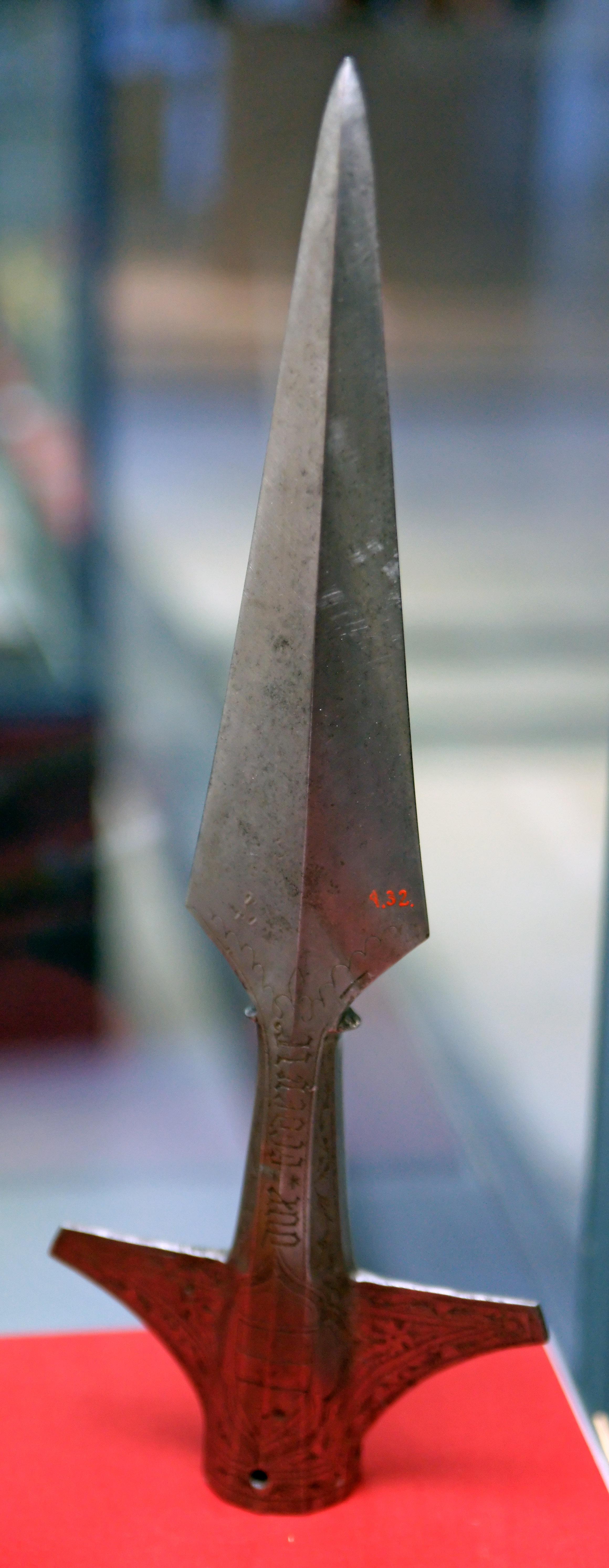
大約西元1430年的獵豬槍槍身，長42 cm。

獵豬槍是一種用來狩獵野豬的長槍。這種槍相對地較短且較重，槍刃下方有兩個突耳狀或翼狀物，這是用來作為一種阻擋野豬的設計，避免因受傷而憤怒的野豬順著槍桿攻擊到獵人。